# Ortos (ciudad)

Mapa con algunas de las principales ciudades de la antigua Tesalia y zonas adyacentes. Ortos estaba situada en el interior, al sur de Cíero.

Ortos (en griego, Ὄρθος, Ὄρθοι, Ὄρθα) es el nombre de una antigua ciudad griega de Tesalia. No debe confundirse con la ciudad de Orta, mencionada por Homero. 
La ciudad aparece atestiguada por testimonios epigráficos y numismáticos a partir del siglo IV a. C. En una inscripción de Delfos del año 341/0 a. C. aparece en genitivo (Ὄρθου). Por otra parte, se conservan monedas de bronce de Ortos fechadas entre los siglos IV y II a. C. donde figura la leyenda «ΟΡΘΙ», «ΟΡΘΙΕΩΝ» u «ΟΡΘΙΕΙΩΝ». Además, aparece en una lista de teorodocos de Delfos fechada hacia 230-220 a. C. En Ortos se rendía culto a Atenea y a Deméter.
Se localiza al noreste de la actual población de Kedros.